# Valdelaguna
Valdelaguna là một đô thị trong Cộng đồng Madrid, Tây Ban Nha. Đô thị Torrejón de Velasco có diện tích 41,89 km², dân số theo điều tra năm 2010 của Viện thống kê quốc gia Tây Ban Nha là 887 người. Đô thị Torrejón de Velasco nằm ở khu vực có độ cao 702 mét trên mực nước biển. Cự ly so với thủ đô Madrid là 49 km. Các đô thị giáp ranh: Chinchón, Belmonte de Tajo, Villarejo de Salvanés, Perales de Tajuña, Morata de Tajuña và Colmenar de Oreja.